# エゾセンニュウ
エゾセンニュウ（蝦夷仙入、学名：Locustella amnicola）は、スズメ目センニュウ科センニュウ属に分類される鳥。

## 分布
インドネシア、オーストラリア、韓国、中国（香港含む）、北朝鮮、台湾、日本、パプアニューギニア、フィリピン、モンゴル人民共和国、ロシア
夏季にウスリー、サハリン、シベリア南部などで繁殖し、冬季にフィリピンやニューギニア島などへ南下し越冬する。
日本では夏季に繁殖のため北海道（蝦夷）へ飛来（夏鳥）し、和名の由来になっている。本州以南では旅鳥として出現し、特に春の渡りの時期には、低地の林や公園林の中でさえずりが聞かれる。南西諸島では少数が越冬する。

## 形態
全長18cm。センニュウ類では最大で、ほぼオオヨシキリ大である。雌雄同色。背面は濃褐色でやや赤みをおびる。腹面は褐色の羽毛で覆われる。顔から喉にかけては灰褐色。眼上部にある眉状の斑紋（眉斑）は白い。

## 分類
日本で見られるエゾセンニュウは、以前は亜種 Locustella fasciolata aminicola とされていたが、現在は独立した種とみなされている。
さらに、本種を含むセンニュウ属（Locustella）に含まれていたいくつかの種をHelopsaltes属とする説があり、IOC World Bird List V14.2、eBird-Clements Checklist V2024、HBW Birdlife では本種の学名はHelopsaltes amnicolaとなっている。日本鳥類目録改訂第8版、Howard & Moore では Locustella amnicola となっている。

## 生態
平地にある湿地林（ヤナギ類やニワトコなどの植生）や河畔林（かはんりん）、低木林の外縁、低木が生えた草原などに生息する。暗い場所を好む傾向がある。
食性は動物食で、昆虫類、クモなどを食べる。樹上を移動しながら獲物を捕食する。
繁殖形態は卵生。繁殖期には縄張りを形成する。丈の長い草や樹上に枯草などを組み合わせた皿状の巣を作り、日本では6-7月に3-5個の卵を産む。メスのみが抱卵する。
繁殖期は夕方から夜間、朝方にかけてさえずる。

## 人間との関係
囀りを日本語に置き換えた表現（聞きなし）として「ジョッピン（北海道弁で「鍵」の意）かけたか」というものがあり、また囀りがホトトギスに似ていることからエゾホトトギスの別名もある。
囀りは独特だが、茂みの中で囀るため観察することは難しい。